# Robert Tournier
Robert Tournier (* 28. Februar 1927; † 17. Oktober 2014) war ein französischer Aktivist der deutsch-französischen Aussöhnungsbewegung nach dem Zweiten Weltkrieg. In Anerkennung seines Schaffens erhielt er die Ehrenbürgerwürde der deutschen Städte Weingarten (Württemberg) und Grimma.

## Leben
Robert Tournier hatte sich nach dem Zweiten Weltkrieg für die Aussöhnung und Völkerverständigung zwischen Franzosen und Deutschen engagiert.
Während des Aufbaus der Städtepartnerschaft zwischen Bron und Weingarten 1963 erhob Tournier die Forderung, auch den anderen Teil Deutschlands, die DDR, nicht zu vergessen und mit einer Stadt dort den Kontakt für eine Städtepartnerschaft zu suchen. Das war der Auftakt dafür, dass der offizielle Freundschafts- und Partnerschaftsvertrag zwischen Grimma und Bron am 7. Oktober 1971 geschlossen werden konnte.
Robert Tournier ist es zu verdanken, dass der Partnerschaftsvertrag in den Folgejahren bis 1989 nicht wieder aufgelöst wurde. Als Bezirkssekretär für Städtepartnerschaften baute er weitere Städtepartnerschaften mit Städten im DDR-Bezirk Leipzig mit auf.
Zur Zeit der friedlichen Revolution 1989 setzte er sich bei der Partnerstadt Weingarten für eine Dreier-Städtepartnerschaft mit Grimma ein. Dank Tournier gibt es seit 1992 bis heute einen regen Schüleraustausch zwischen beiden Städten.

## Auszeichnung
1993 wurde Tournier zum Ehrenbürger der Partnerstadt Weingarten ernannt. Am 4. Oktober 1996 ehrte und dankte die Stadt Grimma Robert Tournier anlässlich des 25. Jahrestages der Städtepartnerschaft Grimma-Bron mit der Ehrenbürgerschaft der Stadt Grimma.

## Varia
Die von Tournier angeregte Dreier-Städtepartnerschaft ist das Thema einer Schülerarbeit am Gymnasium St. Augustin in Grimma gewesen: Die Schülerinnen Carolin Reichel, Charlene Thäsler und Anne-Marlen Gäbler (sowie anfangs Sophie-Therese Werrmann) untersuchten in ihrer Arbeit mit dem Titel „Ménage-à-trois – Nachbarschaft zu dritt“, die von der Geschichtslehrerin Herma Lautenschläger betreut wurde, die Geschichte der Dreiecks-Städtepartnerschaft zwischen der sächsischen Stadt Grimma, dem baden-württembergischen Weingarten und dem französischen Bron. Sie konnten belegen, dass die Partnerschaften von Grimma und Weingarten mit Bron entscheidende Weichen für die deutsch-französische Freundschaft stellten. Ergebnisse dieser Arbeit, die beim 23. Geschichtswettbewerb des Bundespräsidenten ausgezeichnet wurde, sind eine Wander-Ausstellung, die bislang (2014) in Weingarten und Bron zu sehen war, sowie eine Broschüre mit dem Titel „Ménage-à-trois“ – Ist bei einer Freundschaft zu dritt nicht einer zu viel?.